# Mũi Dừa
Mũi Dừa là mũi đất nhỏ ven vịnh Thái Lan thuộc xã Dương Hòa, huyện Kiên Lương, tỉnh Kiên Giang. Mũi Dừa có diện tích khoảng 1 km2, rừng vẫn còn đáng kể. Phía nam ngoài khơi là Hòn Một, một hòn đảo nhỏ cách bờ tầm 500 m. Khu vực ven biển mũi Dừa thường bị đe dọa bởi tình trạng sạt lở.
Địa phận của mũi đất này là ấp Mũi Dừa, với thống kê vào năm 2020 có diện tích 105 ha, 272 hộ dân với 1.011 người. Dân cư chủ yếu là người Kinh và Khmer, sống bằng nông nghiệp và nuôi trồng thủy sản. Ấp có 47 ha trồng tiêu.